# Chuck Biscuits
Chuck Biscuits, cujo nome verdadeiro é Charles Montgomery, é um baterista canadense que já tocou na banda Black Flag em 1982 numa passagem curtissima. Foi o baterista a gravar os primeiros discos da banda Danzig, de Glenn Danzig.

## Biografia
Chuck Biscuits é irmão de Ken "Dimwit" Montgomery, uma figura conhecida na cena musical de Vancouver, sendo que em épocas diferentes ambos tocaram no D.O.A.. Biscuits entrou para o Black Flag em 1982 e participou de uma turnê durante cinco meses. sua única gravação em estúdio com a banda foram as demos para o álbum My War.
Depois de sair do Black Flag, tocou com o Floorlords que não durou muito tempo. Quando a banda se separou, Chuck planejou largar a carreira musical e se dedicar às artes e engenharia elétrica. Mas o produtor Rick Rubin fez um convite para que tocasse bateria o Danzig.
Foi assim que Chuck se juntou ao Danzig em 1987, participando da gravação dos primeiros quatro discos da banda e um EP. Em 1990 também tocou no último álbum da outra banda de Glenn Danzig, Samhain. Em 1994 foi o primeiro membro original a se separar da Danzig, declarando que houve problemas contratuais.

## Discografia

### D.O.A. (1978–1982)
- Disco Sucks
- The Prisoner
- Triumph of the Ignoroids
- World War III
- Vancouver Complication
- Something Better Change
- Hardcore '81
- Let Them Eat Jellybeans
- Positively D.O.A. (No God, No Country, No Lies)
- Rat Music For Rat People Vol. 1
- Bloodied But Unbowed]]
- War on 45 (parcial)

### Black Flag (1982)
- 1982 - The Complete 1982 Demos Plus More (Bootleg)
- 2010 - Live at the On Broadway 1982 (ao vivo)

### Circle Jerks (1983-1984)
- Repo Man (trilha sonora)
- The Best of Flipside Video

### Floorlords
- Black Ice Ride 2-Nite

### Glenn Danzig And The Power And Fury Orchestra
- 1987 - Less Than Zero trilha sonora

### Danzig (1987-1994)
- 1988 - Danzig
- 1990 - Danzig II: Lucifuge
- 1992 - Danzig III: How the Gods Kill
- 1993 - Thrall: Demonsweatlive
- 1994 - Danzig 4
- 2001 - Live on the Black Hand Side
- 2007 - The Lost Tracks of Danzig

### Run-D.M.C.
- 1988 - Tougher Than Leather

### Samhain
- 1990 - Final Descent

### Social Distortion (1996-1999)
- 1996 - White Light, White Heat, White Trash
- 1998 - Live at the Roxy